# Cophinopoda oldroydi
Cophinopoda oldroydi là một loài ruồi trong họ Asilidae. Cophinopoda oldroydi được Tsacas & Artigas miêu tả năm 1994. Loài này phân bố ở vùng Cổ Bắc giới và châu Á.